# 에프엔에스테크
에프엔에스테크(FNS Tech Co. Ltd.)는 대한민국의 기업이다. 본사는 충남 천안시 서북구 직산읍 4산단2길 19에 위치해 있으며 대표이사는 김팔곤/양상재이다.

## 상장
2017년 2월 27일에 공모가 14,000원에 코스닥 시장에 상장하였다.

## 참고문헌
1. ↑  에프엔에스텍, 8.6세대 OLED 마스크에 127억원 투자, 디일렉, 2023년 5월 11일
2. ↑  에프엔에스테크, HBM 공정에서 CMP 패드 수요 증가 기대 전망, 머니투데이, 2023.07.26
3. ↑  에프엔에스테크, 부품ㆍ소재 업체로 다시 태어난 장비 업체 - FS리서치, 이투데이, 2022-07-15